# سانست (فلوریدا)
سانست (به انگلیسی: Sunset) یک منطقهٔ مسکونی در ایالات متحده آمریکا است که در شهرستان میامی-دید، فلوریدا واقع شده‌است. سانست ۹٫۲ کیلومتر مربع مساحت و ۱۷٬۱۵۰ نفر جمعیت دارد و ۲ متر بالاتر از سطح دریا واقع شده‌است.